# Java Desktop System

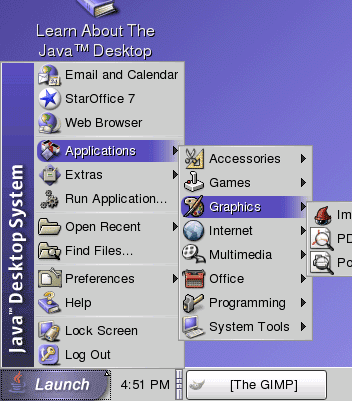
Java Desktop System

Sun Java Desktop System（JDS）是一個用於昇陽的Solaris及其原來Linux（Linux的支援於2006年5月30日中斷） 的桌面環境。
JDS目的為提供一般電腦用戶一個熟悉（意即其外觀與Microsoft Windows相似）以及擁有一整套如辦公軟體套裝、網頁瀏覽器、電子郵件、日程表與即時訊息等辦公室生產力軟體的系統。
其名稱反映出昇陽有意將其作為一個推動公司用戶部署為Java平台編寫的軟體的場所；JDS建基於GNOME之上，主要採用自由軟體。

## 版本
JDS 3包含在Solaris 10內——在安裝Solaris時可選擇使用CDE或JDS。JDS Release 2亦可在其中一個基於SuSE的Linux分發版上使用。
JDS第二版包括
- Java
- GNOME（使用Blueprint佈景主題）
- StarOffice
- Mozilla
- Evolution
- MP3與光碟播放器
- Java Media Framework（英语：Java Media Framework）的Java Media Player
- Gaim多個服務即時通訊軟體
- RealPlayer

JDS Release 3基於GNOME 2.6，只有Solaris 10平台可使用，已被甲骨文併購的昇陽先前曾在內部的Solaris 10桌面電腦上佈署JDS 3。
OpenSolaris使用的JDS常稱作OpenSolaris Desktop。OpenSolaris Desktop 01（於2005年10月28日發佈）基於GNOME 2.10，OpenSolaris Desktop 02（於2005年12月23日）基於GNOME 2.12。
最初時昇陽為Solaris 8同梱了一張GNOME 1.4的預覽版獨立光碟。

## 註解
1. ↑  昇陽. . sun.com.   [2007年2月28日]. （原始内容存档于2012年2月14日）.

## 請參閱
- Project Looking Glass（英语：Project Looking Glass）

## 外部連結
- Sun Java Desktop System
- Java.net上的Java Desktop社群
- OpenSolaris上的Java Desktop System社群
- OS News的評論 （页面存档备份，存于）－2003年12月
- eWeek的評論 Archive.today的存檔，存档日期2012-12-08－2003年12月